# Бенндорф, Ханс
Ханс Бенндорф (1870—1953) — австрийский физик, специализировался в сейсмологии и в исследовании атмосферного электричества. Действительный член Австрийской академии наук (с 1927 года), ректор Грацского университета (1932—1934). Лауреат премии Игназа Либена за работу по распространению сейсмических волн(1907). Первым создал теорию преломления сейсмических лучей в сферических слоях. Термин Benndorfscher Satz (отношение Бенндорфа) в сейсмологии используется для описания постоянства параметра луча в сферических слоях. Электрометр Бенндорфа используется для измерения атмосферных электрических параметров.
Вывел теорему, применяемый в сейсморазведке и сейсмологии, и названную в 1910 году Эмилем Вихертом законом Бенндорфа. Она связывала угол выхода радиации сейсмической волны и её кажущуюся скорость. При помощи двух сейсмометров в шахте города Пришбрам смог различить колебания землетрясения и микросейсмическую активность .

## Биография
Сын археолога Отто Бенндорфа (1838—1907), внук физиолога Рудольфа Вагнера (1805—1864).
В 1895 году он получил докторскую степень в Венском университете, а затем стал помощником Франца Экснера (1849—1926).
В 1904 году стал доцентом метеорологии в Грацском университете.
В 1907 году он основал сейсмологическую обсерваторию в физическом институте Граца.
В 1910 году он заменил Леопольда Пфаундлера (1839—1920) в должности профессора физики и был им до 1936 года, когда был принудительно уволен при австрофашизме.
Во время Первой мировой войны он служил на итальянском фронте и в военном министерстве в Вене.
В 1945 году он возобновил работу в университете.
С 1924 года он тесно сотрудничал с геофизиком Альфредом Вегенером (1880—1930), сотрудничал с физиком Виктором Францем Гессом (1883—1964) и климатологом Виктором Конрадом (1876—1962) .
В 1928 году вместе с Гессом публикует всеобъемлющий трактат об атмосферном электричестве (1928).

## Семья
В 1899 году женился на своей двоюродной сестре Розе Вагнер, дочери экономиста Адольфа Вагнера. У него было четверо детей — Вольфганг, Отто, Нора и Готфрид.
Сыновья, химик Отто и ветеринар Готфрид, погибли или пропали без вести во время Второй мировой войны.